# IPad mini (5-го поколения)
iPad Mini пятого поколения (стилизованный и продаваемый как iPad mini и в просторечии именуемый iPad Mini 5) — это планшетный компьютер в линейке iPad Mini, разработанный и продаваемый Apple Inc. пресс-релиз вместе с iPad Air третьего поколения от 18 марта 2019 года и выпущенным в тот же день, это был первый iPad Mini, выпущенный без пресс-конференции в прямом эфире. Его предшественник, iPad Mini 4, был снят с производства в тот же день.
Он имеет дизайн, аналогичный iPad Mini 4, и оснащен чипом Apple A12 Bionic, 64 или 256 ГБ памяти, более современным обновленным 7,9-дюймовым дисплеем Retina с поддержкой Apple Pencil (1-го поколения), дисплеем True Tone и Bluetooth 5.0. Разборка iFixit показывает, что этот iPad Mini оснащен обновленной 3 ГБ оперативной памяти LPDDR4X, такой же, как iPhone XR. iPad Mini 5 — последняя модель с кнопкой «Домой», которая присутствует на всех моделях с момента выхода оригинала в ноябре 2012 года.
Производство iPad Mini 5 было прекращено 14 сентября 2021 года с анонсом iPad Mini (6-го поколения).

## Отличия от предшественника
iPad Mini пятого поколения отличается от своего предшественника более мощной аппаратной составляющей, в том числе тремя гигабайтами оперативной памяти, а также процессором Apple A12 Bionic вместе с сопроцессором Apple M12.
В отличие от предыдущей версии, в новом поколении была добавлена поддержка технологии True Tone и Apple Pencil 1-го поколения.
Размеры корпуса не изменились, однако увеличился вес для версий Wi-Fi и Wi-Fi + Cellular на 1,7 и 4,2 грамма соответственно.
Помимо вышеперечисленного, камера в новой версии получила возможность съёмки Live Photos, а качество съёмки на фронтальную достигло 7 Мп (1,2 Мп в предыдущей версии).
Микрофон поменял положение - в новом поколении он находится посередине

## Технические характеристики[8]

### Дисплей

#### Дисплей Retina
- Дисплей Multi-Touch с диагональю 7,9 дюйма и подсветкой LED
- Разрешение 2048×1536 пикселей (плотность 326 пикселей на дюйм)
- Широкий цветовой охват (P3)
- Технология True Tone
- Олеофобное покрытие, устойчивое к появлению следов от пальцев
- Полностью ламинированный дисплей
- Антибликовое покрытие
- Коэффициент отражения 1,8%
- Яркость 500 кд/м²
- Поддержка Apple Pencil (1-го поколения)

### Камеры

#### Камера iSight
- Фотографии с разрешением 8 мегапикселей
- Диафрагма ƒ/2.4
- Пятилинзовый объектив
- Гибридный ИК‑фильтр
- Сенсор BSI
- Live Photos
- Широкий цветовой диапазон для фотографий и Live Photos
- Автофокус
- Панорамная съёмка (до 43 Мп)
- Режим HDR для фото
- Контроль экспозиции
- Серийная съёмка
- Фокусировка касанием
- Режим таймера
- Автоматическая стабилизация изображения
- Привязка фотографий к месту съёмки

#### Передняя камера
- Фотографии 7 Мп
- Диафрагма ƒ/2.2
- HD‑видео 1080p с частотой 30 кадров/с
- Вспышка Retina Flash
- Широкий цветовой диапазон для фотографий и Live Photos
- Авто‑HDR для фото и видео
- Сенсор BSI
- Серийная съёмка
- Контроль экспозиции
- Режим таймера

### Сотовая и беспроводная связь

#### Wi-Fi
- Wi‑Fi (802.11a/b/g/n/ac); одновременная поддержка двух диапазонов (2,4 ГГц и 5 ГГц)
- MIMO
- Технология Bluetooth 5.0

#### Wi-Fi + Cellular
- Wi‑Fi (802.11a/b/g/n/ac); одновременная поддержка двух диапазонов (2,4 ГГц и 5 ГГц)
- MIMO
- Технология Bluetooth 5.0
- Gigabit Class LTE
- eSim
- UMTS/HSPA/HSPA+/DC-HSDPA; GSM/EDGE
- Только данные
- Звонки по Wi-Fi

## Доступность и стоимость[9]
Планшет доступен в серебристом, золотом и серых цветах.
Объём памяти составляет 64 или 256 гигабайт.

### Стоимость
На 5 февраля 2021 года по данным официального русскоязычного сайта стоимость планшетов составляла:
- iPad Mini 5 64GB WiFi – 37 990₽.
- iPad Mini 5 64GB WiFi + Cellular – 49 990₽.
- iPad Mini 5 256GB WiFi – 51 990₽.
- iPad Mini 5 256GB WiFi + Cellular – 63 990₽.

## Функции

### Аппаратное обеспечение
В iPad Mini (2019) используется модернизированная система фронтальной камеры: 7-мегапиксельная (1080p), используемая с 2016 года, начиная с iPhone 7 и продолжающаяся в iPhone XS, в то время как задняя камера продолжает использовать старую 8-мегапиксельную (1080p), использовавшуюся с 2016 года. iPad Air 2 2014 года как таковой не может записывать видео в формате 4K. В iPad Mini используется порт Lightning и разъем для наушников. Он оснащен дисплеем True Tone, который позволяет ЖК-дисплею адаптироваться к окружающему освещению, изменяя его цвет и интенсивность в различных условиях. Он также имеет широкий цветной дисплей (цветовая гамма дисплея P3), что означает, что он может отображать более яркие цвета по сравнению с предыдущим поколением.
Чип Apple A12 Bionic, на котором работает iPad Mini 5, имеет тактовую частоту на 66% выше, чем его предшественник с двухъядерным процессором с частотой 1,5 ГГц; (Apple A8 в предыдущем поколении работал быстрее, чем в iPhone 6). Чип Apple A12 Bionic оснащен шестиядерным процессором с частотой 2,49 ГГц. iPad Mini (2019) в 3 раза быстрее, чем iPad Mini 4, и поддерживает Apple Pencil (1-го поколения).

## Прием
The Verge оценил Mini 5 на 8,5 баллов из 10, похвалив его за те же характеристики, что и более крупный iPad Air, и хорошую производительность, отметив при этом, что у него «внешний дизайн семилетней давности с огромными рамками» и используется порт Lightning вместо USB-C.